# 観世清孝
観世清孝（かんぜ きよたか、1837年（天保8年） - 1888年（明治21年）2月11日）とは、シテ方観世流能楽師。観世流二十二世宗家。二十一世宗家観世左近清長の子。幼名・鋠之助。通称は三十郎。また維新後、一時的に代々の通り名である観世左近を名乗っている。号は普雪（雪号参照）。幕末〜明治期の宗家であり、「最後の観世大夫」と称される。

## 生涯・業績
6歳で観世大夫の地位を嗣ぐが、幼年のため分家の観世銕之丞清済が名代を務めている。1852年（嘉永5年）、元服して正式に観世大夫を名乗る。徳川家慶在世中は先代からの宝生流優位の状況が続き、さらに後を継いだ徳川家定は能を好まず、以後は幕末の混乱に巻き込まれるなど、大夫としての活動は困難を極めた。
維新後の1869年（明治2年）徳川家に従って静岡に移るものの、その生活は苦しく、多くの装束などを手放す羽目となる。この間東京では、初世梅若実、五世観世銕之丞（紅雪）らが能の復興に尽力していた。1875年（明治8年）東京での能楽再評価の流れに合わせて上京するが、以上のような事情により梅若一門・観世銕之丞家と免状発行権をめぐる紛争が生じ（観梅問題）、1921年の梅若流創設の火種を作った。
後に大阪能楽殿を建設した手塚亮太郎（大西亮太郎）も10代のころ上京し観世清孝のもとで修業したとされる。
1888年（明治21年）、胃癌のため52歳で逝去。
長男が二十三世観世清廉。次男真弘は北海道に渡り、観世流の普及に尽力した。三男元義は六代片山九郎右衛門晋三の養嗣子となり、七世片山九郎右衛門を名乗る。二十四世観世左近は元義の長男、二十五世観世元正は真弘の孫である。義兄にワキ方進藤流最後の宗家十世進藤権之助信啓。